# Valle de las Navas
Valle de las Navas ist eine Gemeinde (municipio) mit 543 Einwohnern (Stand: 2024) in der Provinz Burgos in der nordspanischen Autonomen Region Kastilien-León. Die Gemeinde besteht aus den Ortschaften Rioseras, Tobes y Rahedo, Melgosa, Robredo-Temiño, Riocerezo, Temiño und Celada de la Torre. Der Verwaltungssitz der Gemeinde ist Rioseras.

## Lage
Die Gemeinde Valle de las Navas wird vom Río Rioseras in der kastilischen Hochebene (meseta) in einer Höhe von etwa 880 Metern ü. d. M. und ist etwa zwölf Kilometer nordwestlich von Burgos entfernt. 

## Bevölkerungsentwicklung
| Jahr      | 1981 | 1991 | 2001 | 2011 | 2021 |
| Einwohner | 720  | 673  | 626  | 618  | 530  |

## Wirtschaft
Die Region ist seit Jahrhunderten wesentlich von der Landwirtschaft geprägt; die Bewohner früherer Zeiten lebten hauptsächlich als Selbstversorger.

## Sehenswürdigkeiten
- Marienkirche (Iglesia de Santa Maria la Mayor) aus dem 15. Jahrhundert in Robredo-Temiño
- Pauluskirche (Iglesia de San Pablo) in Temiño
- Johannes-der-Täufer-Kirche in Riocerezo
- Turm von Rioseras

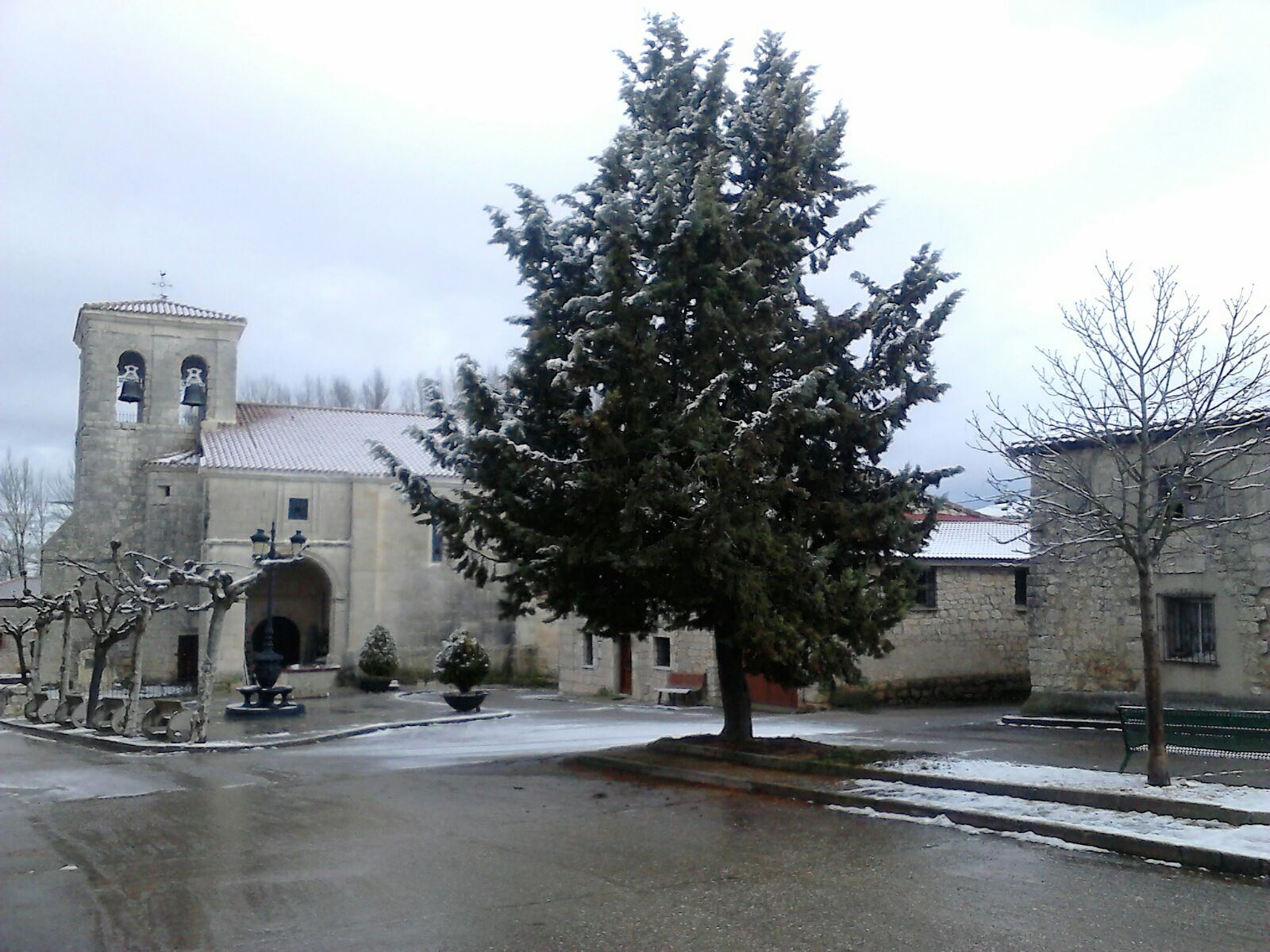
Marienkirche

## Persönlichkeiten
- Bruno Ibeas Gutiérrez (1879–1957), Augustinermönch, Schriftsteller